# Bozeni
Bozeni (węg. Székelybós) – wieś w Rumunii, w okręgu Marusza, w gminie Corunca. W 2011 roku liczyła 136 mieszkańców.